# Château d'Ancinet
Le château d'Ancinet est un château fort situé à Doyet, en France.

## Localisation
Le château est situé sur la commune de Doyet, dans le département de l'Allier (région Auvergne-Rhône-Alpes), à 3 km au sud-est du bourg. Il domine la vallée de l'Œil.

## Description
Ancienne ferme fortifiée du XIIIe siècle. Corps de logis entouré de trois tours, escalier à vis dans la tour située à l'avant du bâtiment. Remarquables cheminées médiévales dont une monumentale dont le manteau est orné de moulures en fort relief, toujours utilisée dans le grand salon du rez-de-chaussée. Au grenier avec poutres apparentes, charpente en forme de bateau renversé. Dépendances : grande grange fin XIXe siècle, une des premières de la région à utiliser un système de transport de bottes de foin guidé par un rail métallique intégré dans la charpente. Chenil dans un bâtiment de ferme XIVe siècle avec poutres porteuses posées sur pierres de taille.

## Historique
La seigneurie d'Ancinay appartenait au XVIIe siècle et dans la première moitié du XVIIIe siècle à la famille de Villars, qui possédait aussi Mauvaisinière à Bizeneuille. Claude de Villars a pour unique héritière sa fille Louise Aimée qui épouse le 27 septembre 1763 à Bizeneuille Louis Charles Joseph du Verdier, capitaine commandant au régiment Royal-Étranger-Cavalerie, d'une famille berrichonne, qui vient s'établir en Bourbonnais.
L'édifice est inscrit au titre des monuments historiques en 1983.